# Voilure (marine)
Pour les articles homonymes, voir Voilure.
Dans la marine, la voilure est l'ensemble des éléments exposés au vent et directement destinés à la propulsion, tels que, en particulier, les voiles.

## Description
La voilure avait une importance capitale à l'époque où le vent était le meilleur moyen de faire avancer les navires de grande taille comme les galions. Elle a progressivement perdu de son importance quand les navires ont été propulsés par des moteurs et le carburant peut cher.
La taille de la voilure est très variable selon le gréement du navire.

## Types de voiliers

### Voilier de loisir et de course
Les voilers de loisir et de course utilisent des matériaux de plus en plus léger et résistant, pour la voilure, afin d'obtenir le meilleur rapport surface/poids. La réduction du poids a aussi pour effet d’améliorer la stabilité du voilier

### Cargo hybride
Avec l'augmentation régulière du prix des carburants la voile revient à la mode, entre autres pour les cargots

## Char à voile
La voilure du char à voile est son unique moyen de deplacement.